# Майяуэль

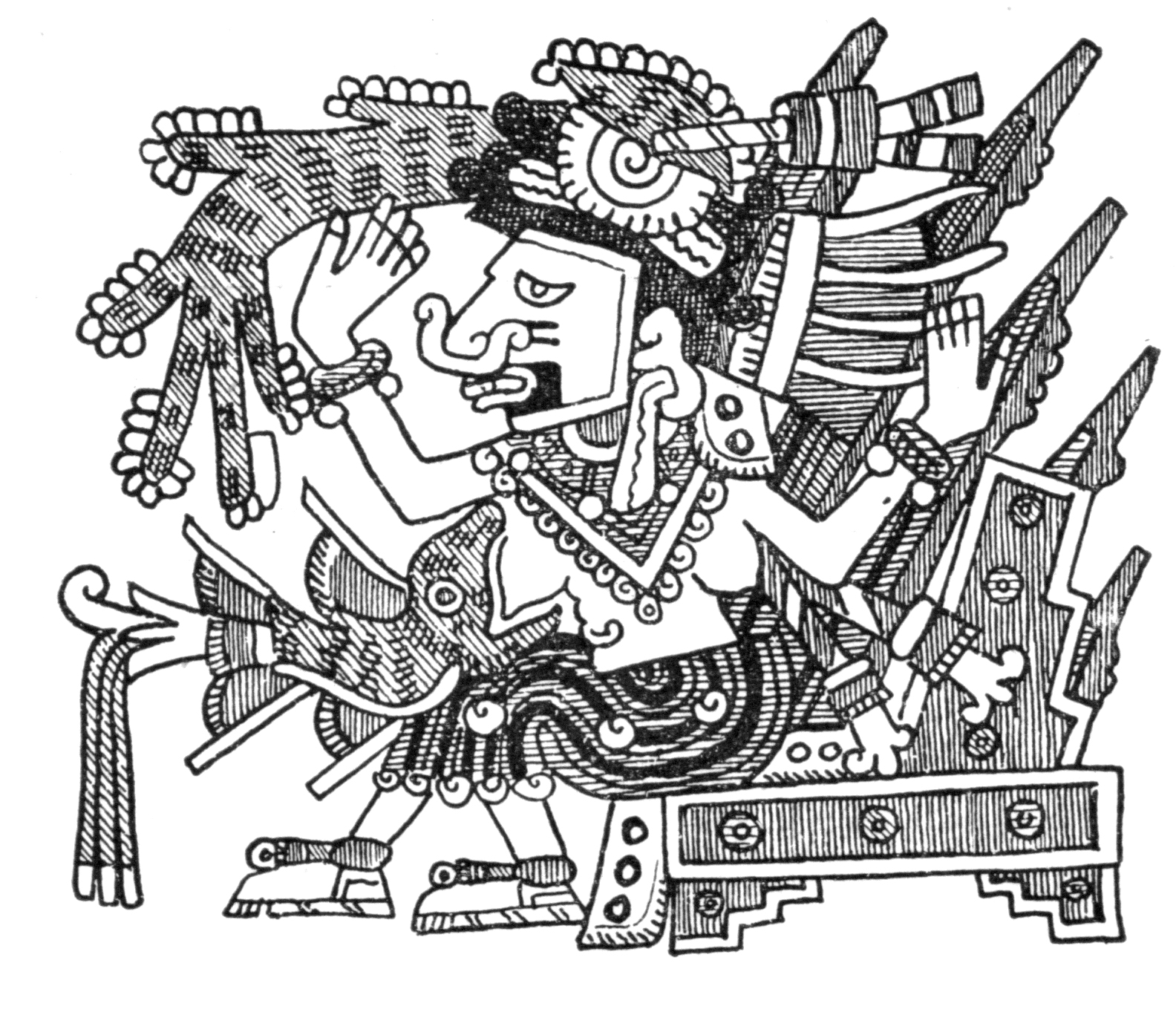
Майяуэль, Codex Fejervary-Mayer

Майяуэль (исп. Mayahuel) — в мифологии ацтеков первоначально одна из богинь плодородия, затем богиня, давшая людям агаву и алкогольный напиток пульке (октли). Являлась персонификацией растения магуэй (агавы). Считалось, что у неё 400 грудей, которыми богиня вскармливала 400 детей, известных как Сенцон Тоточтин, или «400 кроликов», покровителей опьянения (эта черта указывала, как на её статус богини плодородия, так и обильно текущий молочный сок агавы). Плоды агавы сравнивались с грудями богини, а их кончики с её сосками. Самым важным среди детей Майяуэль считался бог пульке Оме Точтли. Как правило, Майяуэль изображалась в виде обнажённой женщины, сидящей в кусте агавы или на спине черепахи с чашей пульке в руке.
Согласно одной ацтекской легенде, Майяуэль была женой крестьянина, которая однажды увидела на поле мужа мышь (или кролика), которая вела себя очень странно — резвилась и совершенно не боялась человека. Присмотревшись, крестьянка обнаружила, что мышь кусает листья агавы. Майяуэль принесла листья домой и сделала из их сока хмельной напиток. За изобретение пульке Майяуэль после смерти стала богиней, супругой Патекатля или Шочипилли. По другой легенде, Майяуэль была смертной возлюбленной бога ветра Эекатля. И, наконец, по третьей легенде Майяуэль была заперта своей бабкой Цицимитль на небе, откуда её похитил Кецалькоатль в образе ветра, чтобы человечество, узнав её тайну, научилось делать октли, танцевать и петь. Цицимитль послала в погоню демонов-цицимиме. Кецалькоатль превратил себя и Майяуэль в ветви дерева, однако демоны узнали Майяуэль, разорвали и пожрали её. Позже Кецалькоатль зарыл кости Майяуэль в землю, и из них выросла агава.